# Acronicta telum
Acronicta telum là một loài bướm đêm trong họ Noctuidae.